# Archidendron globosum
Archidendron globosum là một loài thực vật có hoa trong họ Đậu. Loài này được (Blume) I.C.Nielsen miêu tả khoa học đầu tiên.